# Spitalul Nova Vita
Spitalul Nova Vita este un spital privat din Târgu Mureș, inaugurat în ianuarie 2010.
A fost inaugurat în urma unei investiții de șapte milioane de euro, și cuprinde o secție de chirurgie cu 40 de paturi, o secție de cardiologie intervențională cu 10 paturi și una ATI (12 paturi).
Centrul medical include și un centru de imagistică, un laborator de analize, cabinete de consultații în chirurgie generală, cardiovasculară, vasculară, plastică, microchirurgie reconstructivă, neurochirurgie, ortopedie, urologie, ginecologie, ORL, cardiologie, psihologie, medicina muncii, compartimente de spitalizare, alături de două compartimente de anestezie-terapie intensivă.
De asemenea, în cadrul spitalului a functionat un compartiment bloc de nașteri și unul de neonatologie cu zece paturi până în 2020.
Nova Vita a început în 2008 cu o secție de imunoterapie, cu servicii medicale paleative, apoi s-a extins pe recuperare, medicină fizică și balneologie, cu 71 de paturi.
În 2009 s-a înființat o farmacie cu circuit închis și deschis, iar în luna mai s-a înființat laboratorul de analize medicale – investiții totale 2 milioane de euro.